# 贝齐寮人
贝齐寮人，又译作贝希略人，是居住在非洲马达加斯加岛高地的一个种族。贝齐寮人是马达加斯加人口第三大族群，人口约150万，占总人口的12.1%。贝齐寮人的字面意思是“许多不可征服的人”。1990年代中期人口約為1,500,000人。溝通語言為馬拉加斯語。產也方面多為農業，其中又以種植稻米為主。宗教信仰為基督教、天主教與當地傳統信仰形成的獨特宗教系統。在梅里纳人统一全国前他们也有自己的王国。

## 民族分布、人口與語言

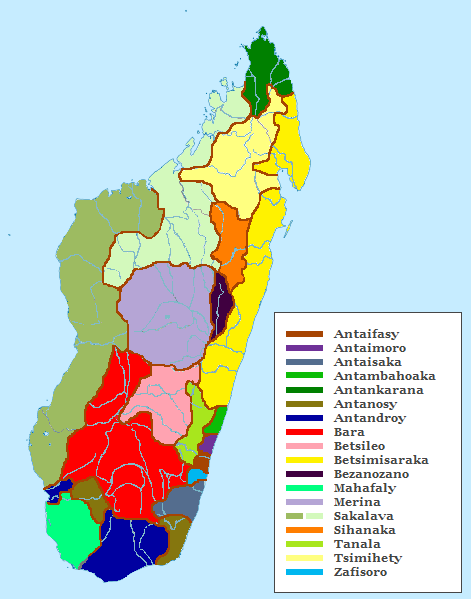
馬達加斯加民族分布圖:貝齊寮人位於中間粉紅色部分

馬達加斯加河流分布圖

### 民族分布
貝齊寮人佔據馬達加斯加高地南方。傳統領土從北方的馬尼亞河向南延伸至安德林吉特拉國家公園，西至邦古拉法區，東至東方森林( Tanala部落居於此)。大部分貝齊寮人集中分布於非洲馬達加斯加菲亞納蘭楚阿省的高地，但大約有150,000的人口居住於貝齊布卡河流域。
貝齊寮人和其領土傳統上被分為三個主要區域。北方貝齊寮人(或稱Fisakana)居住範圍往北延伸至伊瓦圖、Manandona流域，向南延伸至馬尼亞河；中部貝齊寮人(又稱Manandriana)居於伊瓦圖與Matsiatra河之間；南方貝齊寮人位所有貝齊寮境內南至Matiatra河域。

### 人口
1900至1964年間貝齊寮人口從408,000人成長至737,000人，1990年代中期已躍升至1,500,000人。生產稻米為基礎的經濟模式和多樣化飲食，導致貝齊寮人口每年成長超過百分之三，是馬達加斯加人口成長最迅速的民族。為因應快速的人口增長，貝齊寮人開始向外遷移到馬達加斯加其他地方，抱括馬達加斯加最北端。
2004年貝齊寮人為馬達加斯加人口數第三多的民族。

### 語言
貝齊寮人的語言是馬拉加斯語，為馬來-波利尼西亞語族的一支。
- 南島語系
  - 馬來-玻里尼西亞語族
    - 婆羅-菲律賓語群
      - 巴里托語支
        - 東巴里托語支
          - 馬拉加斯語

## 地理環境
貝齊寮人為馬達加斯加中部高原區，海拔高度750~1500米，氣候上來說中部高地相較東部雨林來得乾燥，跟西部相比又比較濕潤。屬熱帶雨林區與半乾燥氣候之間，夏乾冬雨、乾燥涼爽。雨量充足、多條河流流經、地勢多丘陵、高地，所以地理景觀多以梯田為主，多種植稻米，是島上人口稠密區，除了貝齊寮人以外也是其他民族例如梅里納人的家園。
從北到南較大的行政中心分別是安布西特拉(Ambositra)、安布希馬哈蘇阿(Ambohimahasoa)和菲亞納蘭楚阿(Fianarantsoa)、安巴拉沃(Ambalavao)。其中的小城鎮也有行政和市場的功能。一個村莊範圍從75人到幾百位居民不等，並沒有一定標準的範圍。農村居民通常居住在高地上的山谷間溪流流經的水稻種植區，流經這些村落的溪流於梅雨季節提供灌溉水與沖積土，運河一旦建成便能提供許多稻田穩定的灌溉水。

## 歷史沿革
17世紀起，貝齊寮人建立了不同且各自獨立的小王國，在此同時梅里納人建立了伊默里納王國，與各沿海王國相比，伊默里納王國起初非常弱小。19世紀拉達馬一世上任後征服貝齊寮各部落王國，並將貝齊寮切割為南北兩區域，因此，貝齊寮人於19世紀開始被馬達加斯加政府分割於不同行政區之下。分別隸屬於菲亞納蘭楚阿以及安齊拉貝，部分貝齊寮人被當作奴隸，被賣給國內其他地方或歐洲奴隸販子。最後拉達馬一世更統一全島，此時大英帝國政府尊稱拉達馬一世為馬達加斯加國王。

## 社會、家庭與婚姻

### 社會
貝齊寮人認定上相近於同屬高地居住群體的梅里納人。
貝齊寮人的社會結構由一套複雜的親屬關係所構成。家庭成員間緊密的連結貫串整個社會到管理階層，大部分的貝齊寮人都有責任參與家庭職務。
此外，貝齊寮人也非常重視長者作為社群領袖的角色，社群中的長者通常握有比政府官員更大的權威。

#### 階級關係

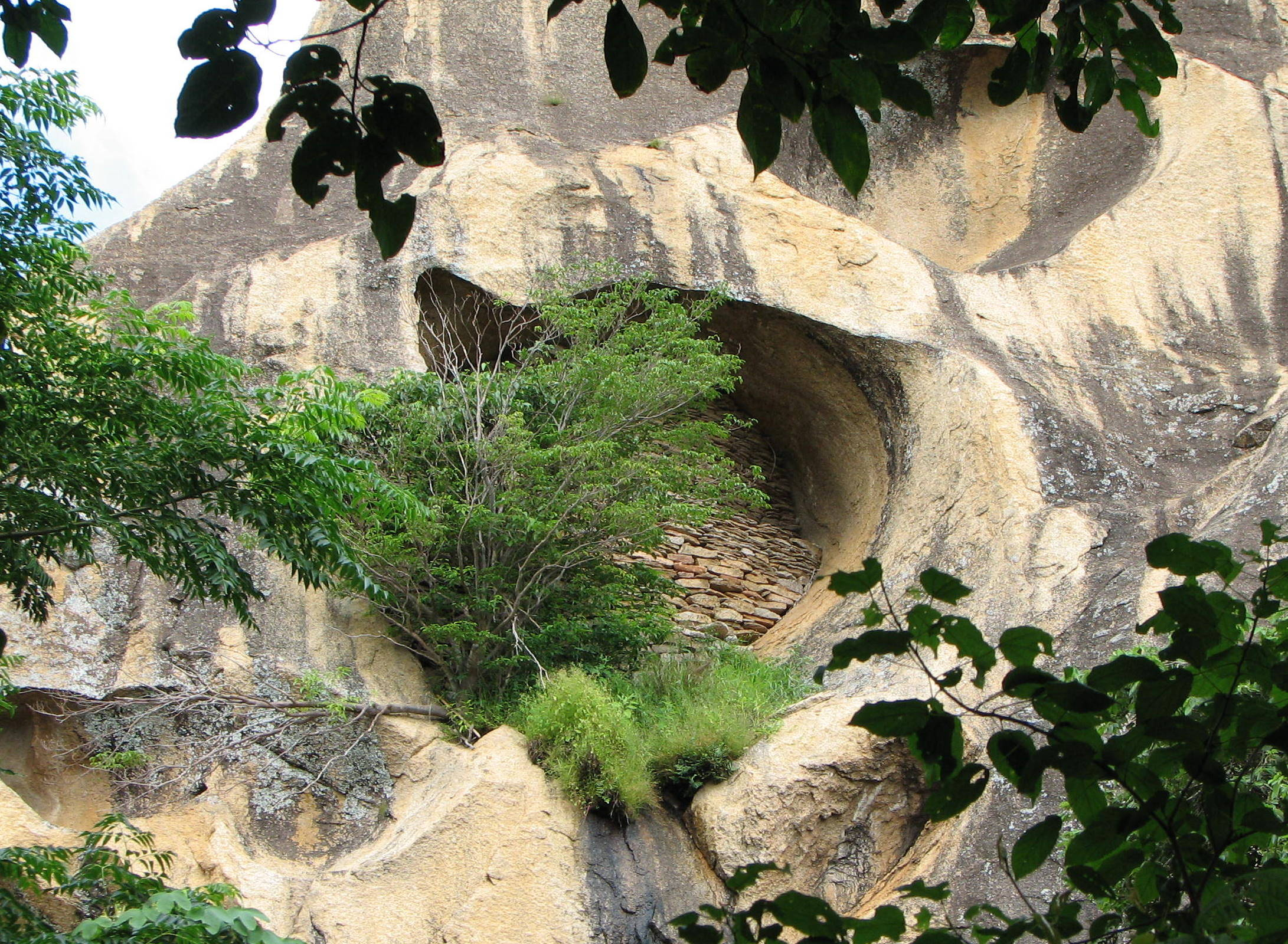
貝齊寮人的墓

貝齊寮社會長期受到奴隸制度的影響，儘管到了法國殖民時期將奴隸制度廢止，但奴隸制度仍存在於貝齊寮社會。透過一定程度的分層組成複雜的社會組織系統，貝齊寮的社會結構主要依照個人家庭祖先的身分，被區分為地位由高至低的：貴族（andriana）、自由的平民（hova）、奴隸（andevo）。位居種姓制度較高階層的人通常被稱為 tompon-tany(土地的主人)，意即擁有土地以及可以確認祖先源起的家庭墓。

### 家庭與婚姻
貝齊寮人並沒有一個標準的家庭形式。核心家庭平均佔一個村莊家庭形式的40%至45%，擴展家庭家戶通常出現在較富有的村莊，單身、夫妻家庭較常出現於貧困的村莊。。

#### 婚姻關係
貝齊寮人的婚禮中，男方家庭傳統上會送女方一台推車。通常婚後是從夫居，但如果女方擁有較豐裕的土地或家族缺少男丁，夫妻婚後則會選擇從妻居。進入法國殖民時期後，婚姻關係需向政府登記。在過去，一夫多妻者為富有或地位顯赫的男子，擁有多區塊稻田的男子將家屋及妻小安置在各個區域，換句話說，妻子們生活在不同的居住點。婚姻都是被安排的，婚配對象多半是表親關係，唯一的禁忌是不能嫁娶母親姊妹的孩子，這樣的婚姻被認為會導致生育能力受損或是導致遺傳疾病。
試婚模式十分盛行，夫妻於青少年時期就開始同居，第一個孩子會在女方的村落誕生，婚姻關係於男方舉辦慶典將女方與孩子接回自己村落後正式開始。

#### 親屬繼嗣關係
貝齊寮人的親屬關係與繼嗣為兩可繼嗣，其中又屬父系繼承最為常見。一個貝齊寮人同時為數個繼嗣群體的成員，縱使大部分婚後從夫居，妻子仍為原本繼嗣群體的成員，當她死後原屬的繼嗣群體會要求將她葬在原屬群體的家族墓，但這樣的要求往往是被拒絕的，而女子最後會被葬在丈夫的繼嗣群體所屬的家族墓。
貝齊寮行幼子繼承制，最年幼的孩子留在父母的家屋並且在父母一方或雙方過世後留守家屋。
貝齊寮人以擬制親屬儀式將非親屬關係者(甚至他民族者)納入自身血緣親屬群體中，寄養(有親屬關係)是常見的，領養(無親屬關係)是被允許的、但並不常見。

#### 親屬稱謂
貝齊寮人使用世輩型親屬稱謂稱呼父母那一代的親屬，使用夏威夷型親屬稱謂稱呼同輩的親屬，同時承認手足間的年紀差異，比自己年長的稱為—zoky，較自己年輕者稱—zandry，稱呼手足方式為｢同性與否+男性或女性｣，‘Raha’意為｢相同｣，”‘Ana’意為｢不同｣；‘lahy’意為｢男性｣，‘vavy’意為｢女性｣，舉例而言，一男子稱呼他的兄弟為—‘Rahalahy’意思即為｢相同性別+男性｣，稱呼姊妹為‘Anabavy’ ｢不同性別+女性｣；而女子稱呼她的姊妹為‘Rahavavy’ ｢相同性別+女性｣，稱呼兄弟為‘Anadahy’ ｢不同性別+男性｣，這樣的稱謂方式並沒有凸顯出交表或平表的關係。手足的孩子與自己的孩子同稱—zanaka，手足的孫子與自己的孫子亦同稱—zafy。

#### 名制
貝齊寮人使用親從子名制，父母親於第一個孩子出生時更改名字。‘Ray’意為｢父親｣，‘Reny’為 ｢母親｣，假如孩子的名子叫‘Talata’(意思是星期二)，則他的父母分別改名為‘Rainitalata’(星期二的父親)、‘Renitalata’(星期二的母親)。

## 產業與生活

### 生計
農業是貝齊寮社會主要的為生模式。米飯是他們的主食，每年都在同塊土地種植一年收成一次地的稻米，十七世紀初開始出現灌溉水田。，其他則依靠雨水；灌溉的土地有可能在十月會進行更換，其他的土地更換與否則取決於十一月份的降雨量。
自十世紀左右，講著班圖語的移民帶著瘤牛從非洲東南部來到島上後，瘤牛對貝齊寮人生活產生重大影響，於農業方面佔有不可或缺的地位，大多數貝齊寮人利用牠進行農耕，牛隻連接到拖車前和用來拉犁和耙，他們已翻耕後的水田便可以進行耕作，貝齊寮人也收集牛的糞便，當作肥料使用。從游牧(豢養牛隻)到集約農業(種植稻米)，貝齊寮人經歷了歷史性重大的轉變，有些貝齊寮人目前仍然繁殖豢養牛隻，但大部分人向市場購買，牛是用來存儲財富，為生產稻米經濟的一種手段，並為儀式屠宰。

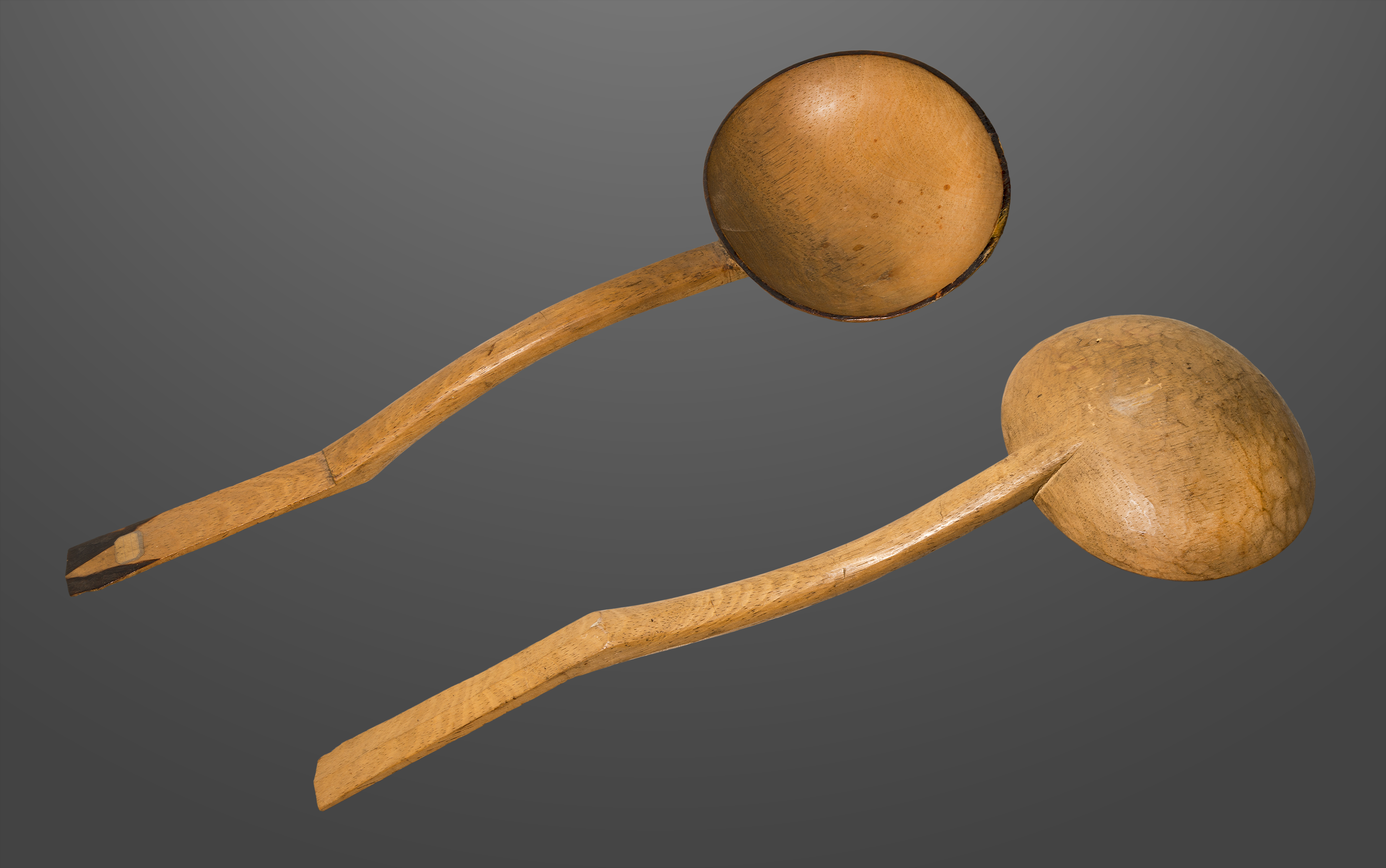
貝齊寮木雕湯匙

### 飲食
貝齊寮人每餐的飲食除了有米飯和牛肉外，還有其他家畜肉類(豬肉、雞肉、鴨肉、鵝肉、珠雞、火雞肉、山羊肉、羊肉)和其他作物(甜木薯、番薯、白薯、芋頭、蠶豆、豌豆、花生、玉米、番茄、洋蔥、香蕉)。菸草被視為經濟作物栽種。貝齊寮人種植自己的咖啡，擁有許多果樹，無論是熱帶水果(例如:芒果、木瓜、百香果)或溫帶(橘子、檸檬、桃子、李子、杏樹)。偶爾在溪流、河流從事漁業，鰻魚通常作為獎賞。

### 居住環境
貝齊寮人的房屋由多樣的材料建成，包括枝條、膠泥和木材。最好的房屋被油漆粉刷，且有兩層至三層樓，四到六間房間，有屋瓦或至少由磚塊或木材建構。較貧困的房子只有一層樓內有一或兩間房間，其框架是枝條和膠泥，屋頂是由村莊附近山坡上收集來的長草製成。石雕作品點綴貝齊寮村莊景致，石雕作用包括紀念特殊事件、死在家園外的人、或做為家族墓。最常見的墓是矩形半穴居結構，高過地面大約一公尺，貝齊寮人雇用梅里納人工匠為他們建墓。現代墳墓是水泥製的，傳統結構是由小石頭製。墓中兩、三面牆後便是祖先安睡的床(大約六到九張)。

## 信仰與習俗

### 宗教信仰
隨著歐洲傳教士在十九世紀的到來，基督教於1869年成為伊默里納王國皇室的官方信仰，許多馬達加斯加居民皆改信基督教，從此與傳統信仰一起擁有越來越多的信眾。目前大多數貝齊寮人為新教徒或天主教徒，但祖先的傳統與宗教信條仍存在於他們的日常生活中，或伴隨著歐洲宗教一起出現。貝齊寮人信仰上認可的祖靈與鬼神，和自然精神相似於世界上其他地區實行的萬物有靈論 。貝齊寮信仰中有一位名為Zanahary的創造神，常於儀式典禮中被提及到、與儀式有關係。歐洲引進的宗教與馬達加斯加本土宗教相互競爭的影響下，導致其基督教慣例和傳統信條合併，於儀式與信仰宗教習俗上成為一個獨特的系統。

### 儀式
七月至八月這段時間為農業淡季，是貝齊寮盛大慶典舉辦期間。其中最顯著、仍然發生的儀式為—翻屍換衣儀式(翻屍節)—意為進入墳墓中，移動、重新包裹屍首，儀式中祖先的遺骸被取出自己的陵墓，並包裹在新的麻布中。最豪華的翻屍換衣儀式發生在一個新的墳墓啟用時，而遺體將會從一個或更多的古墓中移入。當一大群人聚集餐與葬禮或慶典時，貝齊寮人會屠宰牛隻，並將肉分送給大家。
類似的宗教儀式可以在托拉查（Toraja）、南蘇拉威西（South Sulawes）和dayaks inkalimantan和印度的各個地方找到。

### 死亡與來世
死亡後至少會有兩種靈魂離開身體，一個靈魂前往Ambondrombe，一座從塔纳拉人王國延伸到南方海岸的山脈，概念類似今天說的天堂與地獄，從此便與活著的人沒有關係，另一個靈魂(稱作Ambiroa)停留在家鄉附近，漫遊於山谷間，偶爾回家或侵入別人夢中。Ambiroa於任何在陵墓中進行的儀式過程中被活人召喚，回到凡間接受服務，為貝齊寮信仰儀式中的焦點。

## 藝術與文學

### 藝術
貝齊寮主要傳統藝術為生絲編織而成的編織品，稱作蘭巴lamba，這種多彩的披風除了活人配戴外，也多作為死者的陪葬品。